# Clementa C. Pinckney
Clementa Carlos Pinckney, född 30 juli 1973 i Beaufort, South Carolina, död 17 juni 2015 i Charleston, South Carolina, var en amerikansk demokratisk politiker och medlem av senaten i delstaten South Carolina sedan år 2000. Dessförinnan var han ledamot i South Carolina House of Representatives mellan 1997 och 2000. Pinckney var därtill pastor i Emanuel African Methodist Episcopal Church i Charleston, South Carolina. Den 17 juni 2015 (18 juni svensk tid) blev Pinckney och åtta andra ihjälskjutna i en massaker under bibelstudier i kyrkan; gärningsmannen greps senare samma dag.